# Trevin Jones
Trevin Anthony Jones (Nueva Orleans, 4 de agosto de 1990) es un artista marcial mixto estadounidense que compite en la división de peso gallo de Ultimate Fighting Championship.

## Antecedentes
Jones comenzó su carrera en las MMA cuando se inscribió por primera vez en una pelea amateur después de sólo seis meses de jujiitsu. Originario de Nueva Orleans, se trasladó con su familia a la isla de Guam cuando tenía 13 años para estar más cerca de su tío, que estaba sirviendo en el Cuerpo de Marines.

## Carrera en las artes marciales mixtas

### Carrera temprana
Con su primera pelea profesional en Pacific Xtreme Combat en 2011 contra el luchador local Kyle Aguon, Jones todo fuera de su carrera temprana para la promoción PXC, durante ese tiempo la lucha contra Aguon dos veces más, teniendo una pérdida antes de vencerlo por el cinturón de peso gallo en 2016.
Después de ganar el cinturón, Jones había luchado contra retadores de todo el mundo, luchando por organizaciones como ACA y DEEP japonés. Durante este tiempo, tuvo un par de derrotas por decisión dividida contra Rodrigo Praia y Young Jin Hwang, resultados que Jones impugna acaloradamente, después de lo cual ganó por estrangulamiento de guillotina contra Mehdi Baidulaev en ACA 91 y por detrás-desnudo contra el veterano japonés Takafumi Otsuka en Deep: 89 Impact.

### Ultimate Fighting Championship
Jones, como reemplazo de Mark Striegl con dos días de aviso, se enfrentó a Timur Valiev el 22 de agosto de 2020 en UFC on ESPN: Munhoz vs. Edgar. Jones ganó el combate por TKO en el segundo asalto, completando una remontada después de haber estado a punto de acabar en el primer asalto. Esta victoria le valió el premio Actuación de la Noche. El 7 de octubre se anunció que la Comisión Atlética del Estado de Nevada (NSAC) emitió una suspensión de cuatro meses y medio para Trevin Jones, después de que diera positivo por marihuana en una prueba de drogas relacionada con su pelea. También anunciaron que la victoria de Jones fue anulada a un no contest debido a la violación. Se le impuso una multa de $1800 dólares y, antes de que se le vuelva a conceder la licencia en Las Vegas, Jones también tendrá que pagar una tasa de enjuiciamiento de $145.36 dólares.
Se esperaba que Jones se enfrentara a Randy Costa el 6 de marzo de 2021 en UFC 259. Sin embargo, Costa se retiró del combate a mediados de febrero alegando una lesión y fue sustituido por Mario Bautista. Ganó el combate por nocaut técnico en el segundo asalto.
Jones estaba programado para enfrentarse a Tony Kelley el 24 de julio de 2021 en UFC on ESPN: Sandhagen vs. Dillashaw. Sin embargo, el 4 de julio, Kelly se retiró del combate por razones desconocidas. Como resultado, Jones fue programado para enfrentarse a Aaron Phillips. Sin embargo, el 18 de julio, Phillips tuvo que retirarse del combate y Jones fue trasladado a UFC on ESPN: Hall vs. Strickland el 30 de julio de 2021 contra Ronnie Lawrence. A su vez, el combate se canceló cuando Lawrence no se presentó al pesaje por motivos de salud.
Jones, como reemplazo de Jesse Strader, estaba programado para enfrentar a Mana Martinez en UFC on ESPN: Cannonier vs. Gastelum el 21 de agosto de 2021. A su vez, Martinez se retiró del combate y fue sustituido por Saidyokub Kakhramonov. Jones perdió el combate por estrangulamiento por guillotina en el tercer asalto.
Jones formó parte del evento UFC Fight Night: Santos vs. Ankalaev que tuvo lugar el 12 de marzo de 2022, en Las Vegas; dónde se enfrentó a Javid Basharat. Perdió el combate por decisión unánime.

## Campeonatos y logros

### Artes marciales mixtas
- Ultimate Fighting Championship
  - Actuación de la Noche (una vez)  vs. Timur Valiev[8]
- Pacific Xtreme Combat
  - Campeonato de Peso Gallo de PXC (una vez)

## Récord en artes marciales mixtas
| Resultado     | Récord   | Oponente              | Método                                             | Evento                               | Fecha                   | Ronda | Tiempo | Localización      | Notas |
| ------------- | -------- | --------------------- | -------------------------------------------------- | ------------------------------------ | ----------------------- | ----- | ------ | ----------------- | --- |
| Derrota       | 13-8 (1) | Javid Basharat        | Decisión (unánime)                                 | UFC Fight Night: Santos vs. Ankalaev | 12 de marzo de 2022     | 3     | 5:00   | Las Vegas, Nevada | |
| Derrota       | 13-7 (1) | Saidyokub Kakhramonov | Sumisión técnica (estrangulamiento por guillotina) | UFC on ESPN: Cannonier vs. Gastelum  | 21 de agosto de 2021    | 3     | 4:39   | Las Vegas, Nevada | Combate de peso acordado (138.5 libras); Kakhramonov no alcanzó el peso. |
| Victoria      | 13-6 (1) | Mario Bautista        | TKO (puñetazos)                                    | UFC 259                              | 6 de marzo de 2021      | 2     | 0:40   | Las Vegas, Nevada | |
| Sin resultado | 12-6 (1) | Timur Valiev          | Sin resultado                                      | UFC on ESPN: Munhoz vs. Edgar        | 22 de agosto de 2020    | 2     | 1:59   | Las Vegas, Nevada | Combate de peso muerto (140 libras). Originalmente una victoria por TKO (puñetazos) para Jones; anulada después de que diera positivo por marihuana. Actuación de la Noche. |
| Victoria      | 12-6     | Takafumi Otsuka       | Sumisión (estrangulamiento por detrás)             | Deep: 89 Impact                      | 12 de mayo de 2019      | 2     | 1:40   | Tokio             | |
| Victoria      | 11-6     | Mehdi Baidulaev       | Sumisión (estrangulamiento por guillotina)         | ACA 91                               | 26 de enero de 2019     | 1     | 4:37   | Grozni            | |
| Derrota       | 10-6     | Rodrigo Praia         | Decisión (dividida)                                | ACB 88                               | 16 de junio de 2018     | 3     | 5:00   | Brisbane          | |
| Derrota       | 10-5     | Young Jin Hwang       | Decisión (dividida)                                | Top FC 18                            | 25 de mayo de 2018      | 3     | 5:00   | Seúl              | Para el vacante Campeonato de Peso Gallo de Top FC. |
| Victoria      | 10-4     | Jae Hyun So           | TKO (puñetazos)                                    | Top FC 16                            | 9 de diciembre de 2017  | 3     | 0:57   | Incheon           | |
| Victoria      | 9-4      | Kyle Aguon            | Decisión (dividida)                                | Pacific Xtreme Combat 55             | 18 de noviembre de 2016 | 3     | 5:00   | Mangilao          | Ganó el vacante Campeonato de Peso Gallo de la PXC. |
| Victoria      | 8-4      | Jeremiah Labiano      | KO (puñetazos)                                     | Pacific Xtreme Combat 52             | 18 de marzo de 2016     | 1     | N/A    | Mangilao          | |
| Victoria      | 7-4      | Mark Abelardo         | Decisión (unánime)                                 | Pacific Xtreme Combat 49             | 7 de agosto de 2015     | 3     | 5:00   | Mangilao          | |
| Derrota       | 6-4      | Kwan Ho Kwak          | Decisión (dividida)                                | Pacific Xtreme Combat 47             | 13 de marzo de 2015     | 3     | 5:00   | Mangilao          | |
| Victoria      | 6-3      | Toby Misech           | Decisión (dividida)                                | Pacific Xtreme Combat 45             | 24 de octubre de 2014   | 3     | 5:00   | Mangilao          | |
| Victoria      | 5-3      | Ricky Camp            | Decisión (dividida)                                | Pacific Xtreme Combat 42             | 28 de febrero de 2014   | 3     | 5:00   | Mangilao          | |
| Derrota       | 4-3      | Alvin Cacdac          | Sumisión (estrangulamiento por detrás)             | Pacific Xtreme Combat 40             | 25 de octubre de 2013   | 2     | 0:38   | Mangilao          | |
| Victoria      | 4-2      | Troy Bantiag          | Decisión (unánime)                                 | Pacific Xtreme Combat 37             | 18 de mayo de 2013      | 3     | 5:00   | Pásig             | |
| Derrota       | 3-2      | Kyle Aguon            | Decisión (unánime)                                 | Pacific Xtreme Combat 36             | 8 de marzo de 2013      | 3     | 5:00   | Mangilao          | |
| Victoria      | 3-1      | Guzman Pia-Yas        | Sumisión (estrangulamiento por detrás)             | Pacific Xtreme Combat 31             | 14 de julio de 2012     | 1     | 1:40   | Pásig             | |
| Victoria      | 2-1      | Josh Duenas           | Sumisión (estrangulamiento por detrás)             | Pacific Xtreme Combat 30             | 3 de marzo de 2012      | 1     | N/A    | Mangilao          | |
| Derrota       | 1-1      | Justin Cruz           | Decisión (unánime)                                 | Pacific Xtreme Combat 27             | 29 de octubre de 2011   | 5     | 5:00   | Mangilao          | |
| Victoria      | 1-0      | Kyle Aguon            | Decisión (unánime)                                 | Pacific Xtreme Combat 23             | 29 de abril de 2011     | 3     | 5:00   | Tumon             | |